# Marcelino Ximenes

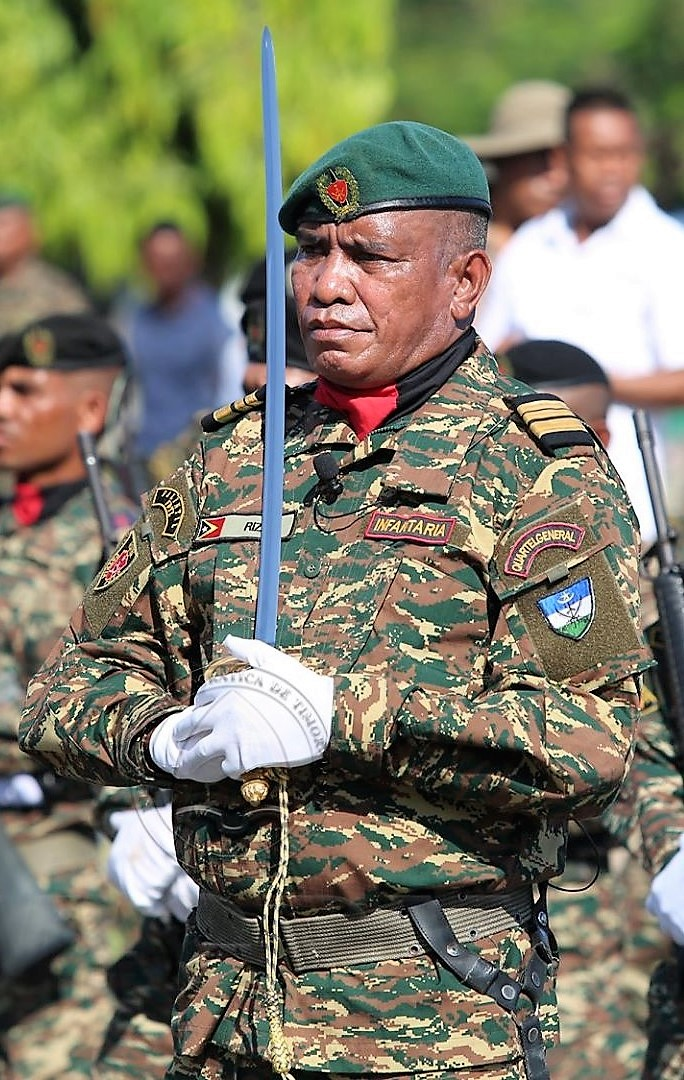
Marcelino Ximenes (2019)

Marcelino Ximenes, Kampfname Rizai, ist ein osttimoresischer Offizier. Von 2016 bis 2019 war er Kommandant der Landstreitkräfte (tetum Kommandante Komponente Terreste) der Verteidigungskräfte Osttimors (F-FDTL).
Die Ernennung zum Kommandant der Landstreitkräfte, im Range eines Oberstleutnants erfolgte am 6. Oktober 2016. Im Juli 2019 wurde Ximenes von Renilde Corte-Real da Silva abgelöst. Am 2. Februar 2020 wurde Ximenes zum Oberst befördert. Im selben Jahr wurde er Militärattaché an der osttimoresischen Botschaft im australischen Canberra.